# Robert Bouladoux
Robert-Georges Bouladoux (* 5. April 1916 in Paris, Frankreich; † 1966 ebenda) war ein französischer Filmarchitekt.

## Leben
Bouladoux absolvierte ein Architekturstudium und arbeitete im Anschluss daran als Maler und Zeichner. Als Assistent der Szenenbildner Robert Hubert und Guy de Gastyne sammelte Bouladoux seine ersten Filmerfahrungen. 1948 konnte der gebürtige Pariser erstmals eigenständig als Filmarchitekt arbeiten. Bouladoux’ Œuvre zeichnet sich durch gepflegtes Mittelmaß aus, mehrfach arbeitete er an Inszenierungen der Regisseure Gilles Grangier und Georges Lautner, deren kommerziell erfolgreiche Melodramen und Krimis er mit Pariser Flair anreicherte. Darüber hinaus verdienen Bouladoux’ plüschige Kulissen in Abel Gances erotischem Sittenbild Der Turm der sündigen Frauen Beachtung.

## Filmografie
- 1948: Bonheur en location
- 1949: La maison du printemps
- 1950: Banco de prince
- 1952: La loterie du bonheur
- 1953: Das ist Pariser Leben (C’est la vie parisienne)
- 1954: Der Turm der sündigen Frauen (La tour de Nesle)
- 1955: Skandal in Paris (Le môme Pigalle)
- 1956: Vulkan im Blut (Le sang à la tête)
- 1956: Frauen, die man nie vergißt (Pitié pour les vamps)
- 1957: Einer starb zu früh (Les louves)
- 1958: Im Mantel der Nacht (Le désordre et la nuit)
- 1958: Le sicilien
- 1959: Mörder bitten zum Tanz (Y en a marre)
- 1959: Auf euren Hochmut werde ich spucken (J’irai cracher sur vos tombes)
- 1959: Tatort Paris (125, rue Montmartre)
- 1959: Verflucht sei der Tag (Une gueule comme la mienne)
- 1960: Der Himmel ist schon ausverkauft (Les vieux de la vieille)
- 1960: Der Gigolo (Le gigolo)
- 1960: Lichter von Paris (Boulevard)
- 1961: Das schwarze Monokel (Le monocle noir)
- 1962: Der siebte Geschworene (Le septième juré)
- 1962: Party mit 12 Geschworenen (L’œil du monocle)
- 1964: Monocle blickt voll durch (Le monocle rit jaune)
- 1965: Die Damen lassen bitten (Les bons vivants)